# Centromerus acutidentatus
Centromerus acutidentatus är en spindelart som beskrevs av Christo Deltshev 2002. Centromerus acutidentatus ingår i släktet Centromerus och familjen täckvävarspindlar. Inga underarter finns listade i Catalogue of Life.